# Kalle Keituri
Kalle Keituri (* 25. April 1984 in Lahti) ist ein ehemaliger finnischer Skispringer.

## Werdegang
Keituri begann 1990 mit dem Skispringen. Er trat erstmals international in Erscheinung beim Continental-Cup-Wettbewerb am 17. November 2001 in Kuusamo, wo er mit einem 23. Platz sofort in die Punkteränge sprang. Sein erster Podestplatz im Continental-Cup folgte am 12. Januar 2002 beim Wettkampf in Bischofshofen, zwei Wochen später gewann er bei der Junioren-Weltmeisterschaft in Schonach im Schwarzwald die Goldmedaille mit der finnischen Mannschaft und die Bronzemedaille im Einzel.
Am 1. März 2002 debütierte er beim im Rahmen der Lahti Ski Games im Weltcup, erreichte bei dem Wettkampf auf seiner Heimschanze, der Salpausselkä-Schanze, mit Platz 19 auf Anhieb Weltcuppunkte. Trotzdem dauerte es bis zur Saison 2004/2005, bis er mehr als einen Weltcup-Einsatz pro Saison bverzeichnen konnte. In dieser Saison stellte er auch seine persönliche Bestweite auf, als er am 19. März 2005 im slowenischen Planica einen Flug auf 205,5 Meter stand. Auch in den folgenden Wintern hatte der Finne immer wieder nur sporadische Einsätze im Weltcup zu verzeichnen, erwog nach Ende der Saison 2007/2008 sogar schon einmal seinen Rücktritt. Erst in der Saison 2008/2009 wurde er zum festen Mitglied des Weltcup-Teams, erreichte mit der Mannschaft seine ersten beiden Weltcupsiege, einen davon auf „halb-heimischem“ Boden, als die finnische Mannschaft am 15. Februar 2009 das Mannschafts-Skifliegen in Oberstdorf gewann. Seinen ersten Sieg mit der Mannschaft hatte Keituri bereits am 29. November 2008 in Kuusamo gefeiert. Sein bestes Einzelresultat datiert vom 31. Januar 2009, als er beim Weltcup im japanischen Sapporo den vierten Platz belegte. Seine erste komplette Weltcupsaison beendete er auf dem 21. Rang im Gesamtweltcup. Bei den Weltmeisterschaften 2009 im tschechischen Liberec belegte er mit der finnischen Mannschaft Platz sechs im Mannschaftswettbewerb von der Großschanze. In den Einzelwettbewerben belegte er die Plätze 29 (Normalschanze) und 31 (Großschanze). Dies blieb seine einzige WM-Teilnahme. Am 25. September 2010 gewann er in Lahti den finnischen Meistertitel von der Großschanze.
Bei den Olympischen Winterspielen 2010 in Vancouver erreichte er im Springen von der Normalschanze den 22. Platz und verpasste mit der finnischen Mannschaft als Vierter hinter Norwegen nur knapp olympisches Edelmetall. 2011 wurden Meldungen über ein mögliches Karriereende bekannt. Wie Keituri kurz darauf allerdings mitteilte, wird er sich in Zukunft zwar neben dem Skispringen auch auf ein Design-Studium konzentrieren, aber auch weiterhin als Skispringer aktiv sein.
Keituri ist mit einer Deutschen verheiratet. Das Paar lebt seit Oktober 2011 im schweizerischen Thal im Kanton St. Gallen. Er startete mit einer doppelten Klubzugehörigkeit, gehörte sowohl dem Verein seiner Geburtsstadt Lahti, dem Lahden Hiihtoseura als auch dem SC Oberstdorf an. Seit 2012 startet er für den in Rovaniemi ansässigen Ounasvaaran Hiihtoseura, ist jedoch auch weiterhin Mitglied des SC Oberstdorf, für den er nach eigener Aussage allerdings aufgrund seiner Zugehörigkeit zum finnischen Skiverband nicht bei internationalen Wettkämpfen starten darf.
Anfang April 2016 gab Keituri das Ende seiner aktiven Skisprungkarriere bekannt.
Keituri lebt derzeit in seiner Heimatstadt Lahti.

## Erfolge

### Weltcupsiege im Team
| Nr. | Datum             | Ort        | Typ         |
| --- | ----------------- | ---------- | ----------- |
| 1.  | 29. November 2008 | Kuusamo    | Großschanze |
| 2.  | 15. Februar 2009  | Oberstdorf | Flugschanze |

## Statistik

### Weltcup-Platzierungen
| Saison  | Platz | Punkte |
| ------- | ----- | ------ |
| 2001/02 | 65.   | 012    |
| 2002/03 | 81.   | 003    |
| 2004/05 | 58.   | 022    |
| 2006/07 | 58.   | 029    |
| 2007/08 | 49.   | 029    |
| 2008/09 | 21.   | 293    |
| 2009/10 | 34.   | 110    |
| 2010/11 | 61.   | 014    |

### Continental-Cup-Platzierungen
| Saison  | Platz | Punkte |
| ------- | ----- | ------ |
| 2013/14 | 83.   | 037    |

### Grand-Prix-Platzierungen
| Saison | Platz | Punkte |
| ------ | ----- | ------ |
| 2006   | 83.   | 001    |
| 2007   | 78.   | 002    |
| 2008   | 16.   | 137    |
| 2009   | 41.   | 039    |
| 2010   | 08.   | 182    |